# 巴克蒂亚尔普尔
巴克蒂亚尔普尔（Bakhtiarpur），是印度比哈尔邦Patna县的一个城镇。总人口32288（2001年）。

## 人口
该地2001年总人口32288人，其中男性17233人，女性15055人；0—6岁人口5847人，其中男3019人，女2828人；识字率52.67%，其中男性为62.11%，女性为41.85%。